# Paul-François Lacoste
Paul-François Lacoste (* 4. Februar 1755 in Plaisance-du-Touch bei Toulouse; † 18. April 1826 in Clermont-Ferrand)  war ein französischer Geistlicher (Abbé), Naturforscher und Geologe, der sich mit den Vulkanen der Auvergne befasste.
Lacoste war zunächst Vikar bei Toulouse und war dann Lehrer für Ethik. In der Französischen Revolution reiste er in die Gegend der Auvergne und wurde 1798 Professor für Naturgeschichte Ecole centrale im Département Puy-de-Dôme und leitete den Botanischen Garten von Clermont-Ferrand. Als die Ecole centrale 1804 geschlossen wurde, wurde er von der Stadt Clermont-Ferrand als Professor für Naturgeschichte übernommen und lehrte nach dessen Gründung 1808 am Lyzeum der Stadt. Kurz vor seinem Tod wurde er Kanoniker ehrenhalber.
Bezüglich der Natur der Vulkane folgte er teilweise Eugène Patrin (1742–1825), Bibliothekar am Conseil des Mines und Autor eines Aufsatzes über Vulkanismus (Recherches sur les volcans d’après les principes de la chimie pneumatique, Journal de Physique 1800) Von dessen aus heutiger Sicht teilweise abenteuerlichen Vorstellungen chemischer Prozesse, die in Vulkanen ablaufen (im Wesentlichen war er eine Art Neptunist und sah die Zirkulation bestimmter Flüssigkeiten am Werk) übernahm er aber nur die Hypothese, dass wohl brennbare Flüssigkeiten (Bitumen) die Ursache des Vulkanismus seien. Insgesamt sah er ihre Bildung noch wie Patrin als Folge des Meeresrückzugs, auch wenn sie nach seinen Beobachtungen nicht direkt im Meer gebildet wurden.
Aus heutiger Sicht erscheinen seine Beobachtungen ein Rückschritt gegenüber den Ideen seiner Vorgänger, die sich mit dem Vulkanismus speziell der Auvergne befassten (Nicolas Desmarest und insbesondere François Dominique de Reynaud de Montlosier oder Ideen, die etwa Déodat Gratet de Dolomieu bei der Durchreise durch die Auvergne äußerte).

## Schriften
- Observations sur les volcans d’Auvergne, 1803
- Lettres minéralogiques et géologiques sur les volcans d’Auvergne, 1805
- Observations sur les travaux qui doivent être faits pour la recherche des objets d’antiquité dans le département du Puy-de-Dôme, 1824